# Скурас, Спирос
Спи́рос Панайо́тис Ску́рас-ста́рший (греч. Σπύρος Παναγιώτης Σκούρας, англ. Spyros Panagiotis Skouras; 28 марта 1893, Скурохори, Пиргос, Пелопоннес, Греция — 16 августа 1971, Мамаронек, Нью-Йорк, США) — известный американский бизнесмен и филантроп греческого происхождения, один из выдающихся киномагнатов и кинопромышленников США, организатор и один из пионеров американского кинематографа, сыгравший ключевую роль в создании киностудии и кинодистрибьютора «20th Century Fox», президентом которой он являлся на протяжении 20 лет (1942—1962, самый продолжительный срок в истории). В июне 1962 года ушёл в отставку при не до конца выясненных обстоятельствах, при этом до 1969 года оставался председателем совета директоров «20th Century Fox», что ограничило его полномочия в руководстве корпорацией. Также был владельцем компании «Prudential Lines», предоставлявшей услуги транспортного судоходства. Является классическим примером человека, реализовавшего американскую мечту, а его имя значится в списке выдающихся деятелей Голливуда.
Курировал производство таких киноэпопей как «Плащаница» (1953) и «Клеопатра» (1963) с Элизабет Тейлор в главной роли, классических кинокартин «Можно входить без стука» (1952), «Джентльмены предпочитают блондинок» (1953) и «Зуд седьмого года» (1955), в которых главные роли исполнила Мэрилин Монро, а также фильмов «Король и я» (1956) и «Мошенник» (1961). Последняя работа бизнесмена «Клеопатра» является одной из самых дорогих картин и самым известным в истории кинематографа финансовым фиаско.
Будучи очень влиятельной и заметной фигурой периода Холодной войны, Скурас превратил «20th Century Fox» в мирового лидера по производству кино, сохранил Голливуд, внедрив систему «Синемаскоп», которая стала успешным изобретением, позволившим кинопромышленности эффективно противостоять появившемуся в те годы и набиравшему обороты телевидению.
Под его надзором создавался комплекс (сегодня это деловой район), а по сути город-студия Сенчери-Сити в Лос-Анджелесе (Калифорния).

У Скураса на протяжении всей жизни сохранялся такой резко выраженный греческий акцент при разговоре на английском языке, что комик Боб Хоуп шутил по этому поводу:
Спирос живёт здесь уже двадцать лет, но по-прежнему имеет такое произношение, словно приедет на следующей неделе.
Став одним из влиятельнейших американских греков в среде бизнес-элиты Соединённых Штатов, и имея прямой доступ к Белому дому, был основным и наиболее действенным греческим лоббистом США, как внутри страны, так и за её пределами в военный и послевоенный периоды.
Известен как самый активный благодетель Греции, попавшей в годы Второй мировой войны под оккупацию Германии, Италии и Болгарии. Под покровительством Архиепископа Американского Афинагора и при участии Скураса в США в первые же дни после нападения фашистской Италии на Грецию было создано Общество помощи грекам в войне (англ. Greek War Relief Association) — одна из самых мощных организаций греческой диаспоры. До 1946 года её президентом был Скурас, под руководством которого, оказывая гуманитарную помощь Греции в течение ряда лет, она спасла миллионы жителей этой страны от массового голода и эпидемических заболеваний (в том числе в период Великого Голода 1941—1942 годов).
Имел близкие дружеские отношения с президентом США Дуайтом Д. Эйзенхауэром, а также с греческим судовладельцем и миллиардером Аристотелем Онасисом. Последний, будучи постоянным гостем Скураса в деревне Мамаронек в годы Второй мировой войны, отказался предоставить свой флот для оказания гуманитарной помощи Греции, чем внёс раскол в их дружбу.
В сентябре 1959 года, во время визита председателя Совета Министров СССР Н. С. Хрущёва в США, встречался с ним в Лос-Анджелесе. Позднее Хрущёв отправился с визитом в Сан-Франциско, где его встречал мэр города Джордж Кристофер. Это был первый визит советского лидера в Соединённые Штаты.
Являлся членом Ордена святого апостола Андрея, носил оффикий (титул) архонта Вселенского Патриархата Константинополя.
Хотя существуют старые издания об истории американской киноиндустрии, в которых имеется информация и о Скурасе, в течение многих лет после ухода бизнесмена из кинематографа, а в последующем и смерти, о его личности и деятельности в США было практически забыто, а жителям Греции периода метаполитефси и после него он фактически не известен. Лишь только в начале XXI века, благодаря историческим исследованиям Илиаса Хрисохоидиса (англ. Ilias Chrissochoidis), получившего доступ к достаточно большому архиву Скураса («Spyros P. Skouras Papers, 1942—1971») в Стэнфордском университете, который этому учебному заведению передал сам бизнесмен, о нём стали появляться публикации с подробным описанием биографии, в том числе выпущенная в начале 2013 года книга Хрисохоидиса «Spyros P. Skouras, Memoirs (1893—1953)».
Потомки Скураса продолжают активно, хотя и менее заметно, участвовать в голливудском кинобизнесе.

## Биография

### Ранние годы
Спирос Панайотис Скурас родился 28 марта 1893 года в деревне Скурохори (Пелопоннес, Греция) недалеко от Древней Олимпии и был одним из десяти детей (пять сыновей и пять дочерей) в бедной крестьянской семье пастуха овец Панайотиса Скураса. Его детские годы пришлись на непростое время, когда в начале XX века Греция переживала период тяжёлого экономического состояния.
До тринадцати лет учился для получения духовного сана. После этого начал зарабатывать на жизнь, работая рассыльным в порту города Патры, а также изучал английский язык и бухгалтерский учёт. Именно там ещё юный Спирос впервые увидел кино.

### Иммиграция в США
В 1910 году иммигрировал в США, где уже два года жил и работал его старший брат Константинос (позднее Чарльз), и поначалу устроился помощником официанта в гостинице. Через несколько месяцев к ним присоединился младший брат Георгиос (позднее Джордж). Причиной, побудившей троих молодых людей отправиться в Америку, стало как недовольство жизнью в деревне, так и присущая им с ранних лет амбициозность.
Поселившись в Сент-Луисе (Миссури), тогда четвёртом крупнейшем по численности населения городе страны, а также процветающем индустриальном центре, братья сразу же начали работать. Спирос, кроме того, посещал вечернюю школу, где продолжил изучать английский язык (который давался ему очень тяжело), бухгалтерский учёт, элементарные методы ведения деловых операций и право.
По прибытии в Соединённые Штаты Чарльз, Спирос и Джордж сразу же начали трудиться и брались за выполнение любой работы: были посудомойщиками, помощниками официантов, барменами и портье в гостиницах «Jefferson» и «Planter» в центре города, получая за это скудное жалование, а также кондукторами автобусов, шофёрами и продавцами попкорна в одном из кинозалов, где демонстрировались немые фильмы. Последнее место работы, в итоге, станет для братьев первым шагом в поступательном движении на вершину славы в сфере киноиндустрии. Тем временем, единственным их развлечением было посещение кинотеатра по воскресеньям. Скурасам настолько нравился «большой экран», что они не жалели тратить на просмотр фильмов свои скромные денежные сбережения.
В 1913 году Спирос Скурас получил гражданство США.

### Первые успехи: компания «Skouras Brothers»
В начале XX века киноиндустрия была новой и притягательной формой развлечения, что, в частности, и привлекло троих братьев открыть свой бизнес в этой сфере.
В 1914 году, благодаря сведённым к минимуму расходам и круглосуточной работе, им удалось скопить 3 500 долларов. При первой же возможности, рискуя своими сбережениями, совместно с двумя другими греками они приобрели на эти деньги небольшой, находившийся в трудном финансовом положении никелодеон (дешёвый кинотеатр) на Маркет-Стрит 1420, назвали его «Олимпия» (англ. Olympia) и в итоге превратили в привлекательный кинотеатр. Сегодня на месте «Олимпии» расположено здание Театра Штифеля.
В 1915—1917 годах кинотеатр переживал свой расцвет. После этого Спирос и Джордж поступили на службу в Авиационную секцию Корпуса связи США, откуда уволились в 1919 году и вернулись в Сент-Луис.
К 1920 году Скурасы, благодаря своему твёрдому стремлению и непрерывным усилиям, а также братской солидарности, стали узнаваемыми авторитетами в развлекательном бизнесе в Сент-Луисе.
Уже к 1924 году они накопили акционерный капитал в 400 000 долларов и приобрели другие зрительные залы, став владельцами практически всех кинотеатров в Сент-Луисе. С целью привлечь больше клиентов, во многих из них Спирос разместил оркестры для исполнения музыки под экранами, на которых демонстрировались немые фильмы.
Помимо идеи с джазовым и большим симфоническим оркестрами на подмостках, Скурасам также принадлежат такие инновации в киноиндустрии как применение безбалочных перекрытий в строительстве кинотеатров, приём на работу капельдинеров-женщин, введение дневных детских киносеансов, выступления знаменитого танцевального коллектива «Ракеты Миссури» (англ. Missouri Rockets, сегодня «The Rockettes»), сдача внаём части помещения кинотеатра для кафе-кондитерских, в том числе для продажи попкорна (что в настоящее время распространено повсеместно), внедрение в кинематограф широкоэкранных технологий и др.
Так появилась компания братьев Скурасов «Skouras Brothers», которая, хотя и не стала такой популярной как, например, «Warner Brothers» братьев Уорнеров, тем не менее её основатели впоследствии сыграли важную роль в развитии американской киноиндустрии.

### Новые успехи: дворец кино «Амбассадор»
К 1926 году уже 37 кинотеатров в Сент-Луисе принадлежало компании «Skouras Brothers», а также большое число таковых в Канзас-Сити (Миссури) и Индианаполисе (Индиана). Этот год стал важнейшим моментом для империи Скурасов: осуществилась их мечта о возведении «Амбассадора» — дворца кино мирового класса в центре Сент-Луиса на общую сумму более 5,5 млн долларов. По сути это было огромное 17-этажное здание с несколькими кинозалами на первых шести этажах.
За первый год «Амбассадор», располагавший 3 000 зрительными местами, принял 2,6 млн посетителей. Кроме того, это высокое, впечатляющее своими размерами офисное здание с роскошным кинотеатром великолепно вписывалось в общие очертания города, став его архитектурной достопримечательностью.
И хотя «Амбассадор» фактически стал предшественником мультиплекса, однако по причине последовавшего вскоре биржевого краха лавры зачинателей многозальных кинотеатров достались братьям Уорнерам.

### Период Великой депрессии
В 1929 году, с началом Великой депрессии, триумвират продал свою долю владения компании «Warner Bros.», переехав на восток страны, где они заняли высокие руководящие посты в сфере киноиндустрии, которая в то время базировалась в Нью-Йоркской агломерации. Начиная с этого момента их пути частично разошлись: Чарльз стал президентом сети кинотеатров «Fox West Coast», Джордж президентом киносети «United Artists» (англ. United Artists Theaters), а Спирос возглавил «Warner Brothers Theater Circuit».
В 1929—1931 годах, в период продолжавшегося кризиса, Спирос Скурас работал генеральным управляющим сети кинотеатров братьев Уорнеров (англ. Warner Brothers Theater Circuit), которая насчитывала 550 кинозалов по всей территории США. На протяжении этих двух тяжёлых лет он достиг больших успехов, ликвидировав убытки и в конечном счёте в четыре раза увеличив доходы кинотеатральной сети. Несмотря на такой существенный результат, желание вновь стать самому себе хозяином заставило его добровольно оставить свой пост.
В 1930—1932 годах работал управляющим в компании «Paramount».
В 1930 году, вследствие биржевого краха 1929 года, основатель корпорации «Fox Film» (англ. Fox Film Corporation) Уильям Фокс потерял над ней контроль во время враждебного поглощения. Её новым президентом стал Сидни Кент.
В 1932 году братья Скурасы приняли на себя руководство принадлежавшей «Fox Film» сетью из более 500 кинотеатров на Западном побережье США (англ. Fox West Coast Theatres).
В ноябре 1933 года «Fox West Coast Theatres» объявила о банкротстве и была продана за 17 000 000 долларов корпорации «The National Theatres», во главе которой стоял Чарльз Скурас, вместе с Джорджем и Спиросом приложивший усилия для её сохранения. Киносеть имела 564 кинотеатра.
В 1930-е годы за троими братьями закрепилась репутация специалистов по «спасению» сетей кинотеатров, что Спирос Скурас также продемонстрирует позже, когда будет возглавлять корпорацию «20th Century Fox». В это время они ещё продолжали иметь общий счёт в банке.

### Президент «20th Century Fox»
В мае 1935 года Скурас, будучи управляющим в «Fox West Coast Theatres», сыграл важную роль в переговорах, которые в итоге привели к созданию киностудии «20th Century Fox». В этом году голливудская кинокомпания «Twentieth Century Pictures», основателями которой были Джозеф М. Шенк (бывший президент «United Artists») и Дэррил Ф. Занук из студии «Warner Bros.», слилась с корпорацией «Fox Film», которой на тот момент продолжал руководить Сидни Кент. В кресло президента новообразованной корпорации «20th Century Fox» сел Кент, Занук принял пост вице-президента и отвечал за производство фильмов, сменив Уинфилда Шихэна, занимавшего эту должность многие годы, а Шенк стал председателем Совета директоров.
После завершения слияния компаний Занук незамедлительно подписал контракты с актёрами, которые впоследствии проработали в «20th Century Fox» многие годы. Это были Тайрон Пауэр, Линда Дарнелл, Кармен Миранда, Дон Амичи, Генри Фонда, Джин Тирни, Соня Хени и Бетти Грейбл, а также Элис Фэй и семилетняя Ширли Темпл, значившиеся в штате «Fox Film». Отдавая предпочтение байопикам и мюзиклам, Занук поднял рентабельность «20th Century Fox» до уровня «Fox Film». В период Второй мировой войны, благодаря рекордному числу посетителей, компания настигла «RKO» и «Metro-Goldwyn-Mayer» (крупнейшую студию Голливуда), став третьей самой прибыльной киностудией.
В 1942 году на посту президента «20th Century Fox» Сидни Кента сменил Спирос Скурас, параллельно скупивший основную долю её акций. С этого момента начался наиболее бурный рост и развитие компании, что, как показало время, предвещало ей войти в историю в качестве одного из самых крупных и мощных кинопроизводителей.
Скурас и Занук, вернувшийся в 1943 году с военной службы, поставили перед собой цель начать производство более серьёзных кинокартин. В следующие несколько лет Занук создал себе хорошую репутацию и приобрёл известность благодаря выпуску вызывающих фильмов для взрослых, таких как «Вильсон» (1944), «Остриё бритвы» (1946), «Джентльменское соглашение», «Бумеранг!» (1947), «Змеиная яма» (1948) и «Пинки» (1949). Компания также специализировалась на адаптациях таких книг-бестселлеров как «Бог ей судья» Бена Эймса Уильямса (1945), в котором главную роль исполнила Джин Тирни, и который являлся самым прибыльным фильмом «20th Century Fox» в 1940-х годах. Кроме того, компания занималась экранизацией бродвейских мюзиклов, в том числе по мотивам произведений знаменитого тандема Роджерса и Хаммерстайна, начиная с фильма «Ярмарка штата» (1945), ставшего единственной работой, которую дуэт написал специально в качестве материала для кино. В последующие годы это были «Карусель» (1945), «Король и я» (1956), «Юг Тихого океана» (1958) и «Звуки музыки» (1965).
В 1950-х годах братья Скурасы управляли «20th Century Fox», «National Theaters», «Fox West Coast Theaters», кинотеатрами «United Artists», «Skouras Brothers Enterprises Inc.», «Magna Corp.» и «Todd-AO». В 1952 году их активы составляли 108 000 000 долларов, что превышало доходы всех остальных магнатов в сфере кинобизнеса, включая братьев Шенков, Уорнеров, Шубертов, а также их соотечественника, известного импресарио, продюсера водевилей и ранних кинофильмов Александра Пантэйджеса (Периклиса Пантазиса), который родился на греческом острове Андрос и иммигрировал в США, создав крупную и мощную сеть театров на всей территории запада Соединённых Штатов и Канады.

#### Внедрение «Синемаскопа»
В течение своего срока пребывания на посту второго президента «20th Century Fox», который был самым продолжительным в её истории, Скурас работал над спасением кинопромышленности.
В послевоенные годы, а именно к 1950 году, посещаемость кинотеатров существенно сократилась, причиной чему послужило появление и развитие нового конкурента киноиндустрии — телевидения. Несмотря на это, ранние, снятые по системе «Синерама» и 3D-фильмы, увидевшие свет в 1952 году, преуспели в кассовых сборах, тем самым бросив вызов этой набирающей обороты тенденции развития ТВ-индустрии и роста её популярности, что в свою очередь убедило Скураса в том, что технические нововведения могут оказать эффективную помощь в сопротивлении телевидению.
Тем временем, Чарльз Грин, магнат в сфере электробытовой техники и один из акционеров, начал в напористой форме угрожать борьбой за контроль над компанией с использованием доверенностей на голосование на общем собрании, утверждая, что действующая администрация «20th Century Fox» попусту транжирит деньги владельцев акций. Грин попытался сговориться с Зануком вытеснить Скураса, однако тот отказался участвовать в этой затее. Вместо этого он совместно со Скурасом принял решение сделать ставку на анаморфированный киноформат «Синемаскоп», чтобы сохранить их рабочие места и, возможно, их студию.
Скурас поручил Эрлу Спонэблу, главе исследовательского отдела «20th Century Fox», разработать новую, впечатляющую проекционную систему, но такую, которую, в отличие от «Синерамы», можно было бы модифицировать под существующие кинотеатры при относительно скромных затратах. И тогда Герберт Брэг, помощник Спонэбла, вспомнил об объективе «Гипергонар», который был изобретён ещё в 1927 году французским астрономом Анри Кретьеном, но до настоящего момента остававшемся невостребованным. В итоге Скурас решил заключить с ним сделку.
Для изготовления прототипных анаморфотных объективов студия обратилась к компании по производству оптики «Bausch & Lomb». Тем временем, Спонэбл разыскал профессора Кретьена, патент на чью технолонию к тому моменту уже истёк. После этого Скурас вылетел в Париж, чтобы встретиться там с французским изобретателем. В итоге «20th Century Fox» купила имеющиеся у того «Гипергонары» для использования их в Голливуде. Отснятые с использованием этих объективов пробные планы были показаны Скурасу, который дал добро на разработку широкоэкранной технологии на основе изобретения Кретьена, которая стала известна под названием «Синемаскоп» (англ. CinemaScope).
В 1953 году, под рекламным слоганом «Кино лучше, чем когда-либо» (англ. Movies are Better than Ever), Скурас и Занук выпустили в свет «Плащаницу» — первый полнометражный фильм, снятый с использованием «Синемаскопа». Картина имела такой большой успех, что Скурас сделал решительное заявление:
У «Fox» не только имеется новая и в значительной степени более экономичная и эффективная широкоэкранная технология, но все фильмы «Fox» будут выпускаться в «Синемаскопе» — формате, который ещё необходимо будет усовершенствовать.
Компании удалось повысить и укрепить свой рейтинг. Председатель «Metro-Goldwyn-Mayer», узнав о таком успехе Скураса, воскликнул: «Грек сошёл с ума!».
Видя, как взлетели кассовые сборы «20th Century Fox» после выхода в свет первых двух, снятых в формате «Синемаскоп» лент («Плащаница» и «Как выйти замуж за миллионера»), незамедлительно и последовательно эту технологию взяли на вооружение «Warner Bros.», «Metro-Goldwyn-Mayer», «Universal-International» (сегодня «Universal Pictures»), «Columbia Pictures» и «Disney», купив у «20th Century Fox» соответствующую лицензию.
Несмотря на то, что курс акций компании пошёл вверх, Грин увидел в этом ещё более губительные признаки руководства Скураса и Занука, и принялся за подготовку своей опосредованной борьбы за корпорацию, которую планировал осуществить на предстоящем майском собрании Совета директоров. Для Скураса и Занука это означало, что действенность технологии «Синемаскоп» необходимо было публично продемонстрировать киностудиям, владельцам кинотеатров, производителям, акционерам и прессе к середине марта с целью иметь достаточно времени, чтобы произвести на держателей акций благоприятное впечатление от своего продукта и тем самым одержать победу в опосредованной борьбе.
В течение апреля Занук, приложив со Скурасом все свои усилия для борьбы за контроль над корпорацией, провёл презентации «Синемаскопа» для прессы в городах по всей стране. В своей книге «Широкоэкранный кинематограф» (англ. Widescreen Cinema) (1992) Джон Белтон напишет:
Восторженный отклик тех, кто присутствовал на этих кинопоказах, и хвалебные отзывы о «Синемаскопе» в отраслевой прессе, безусловно, сыграли важнейшую роль в поражении Грина.
Появление «Синемаскопа», совершившего революцию в кинопроизводстве, положило начало возникнованению на его основе большинства других систем с анаморфированием, использующихся при съёмке и проекции кинофильмов. Применение новой технологии, ставшей стандартом для всей индустрии кино вплоть до 1967 года, повысило привлекательность последнего и способствовало его поддержке со стороны зрителей вопреки продолжавшему существовать и прогрессировать телевидению.
Американский кинорежиссёр и актёр Мартин Скорсезе высоко оценил подлинное влияние «Синемаскопа». Говоря о своих ощущениях о просмотре премьеры «Плащаницы» в сентябре 1953 года, он отметил:
Я никогда не забуду о том, как пошёл смотреть этот фильм, первый, снятый в [формате] «Синемаскоп», в его первоначальный выпуск. Я сидел там, а занавес открывался всё шире и шире и шире. Никто из нас, ни я, ни кто-либо другой в зале, не был готов к такому впечатлению, и он изменил кино навсегда.
Однако уже к 1956 году доходы «20th Century Fox» вновь пошли на убыль. В этом же году Занук объявил о своей отставке с поста руководителя производственного процесса и уехал в Париж, где стал независимым продюсером и в последующие годы редко посещал США.

#### Производственные и финансовые проблемы

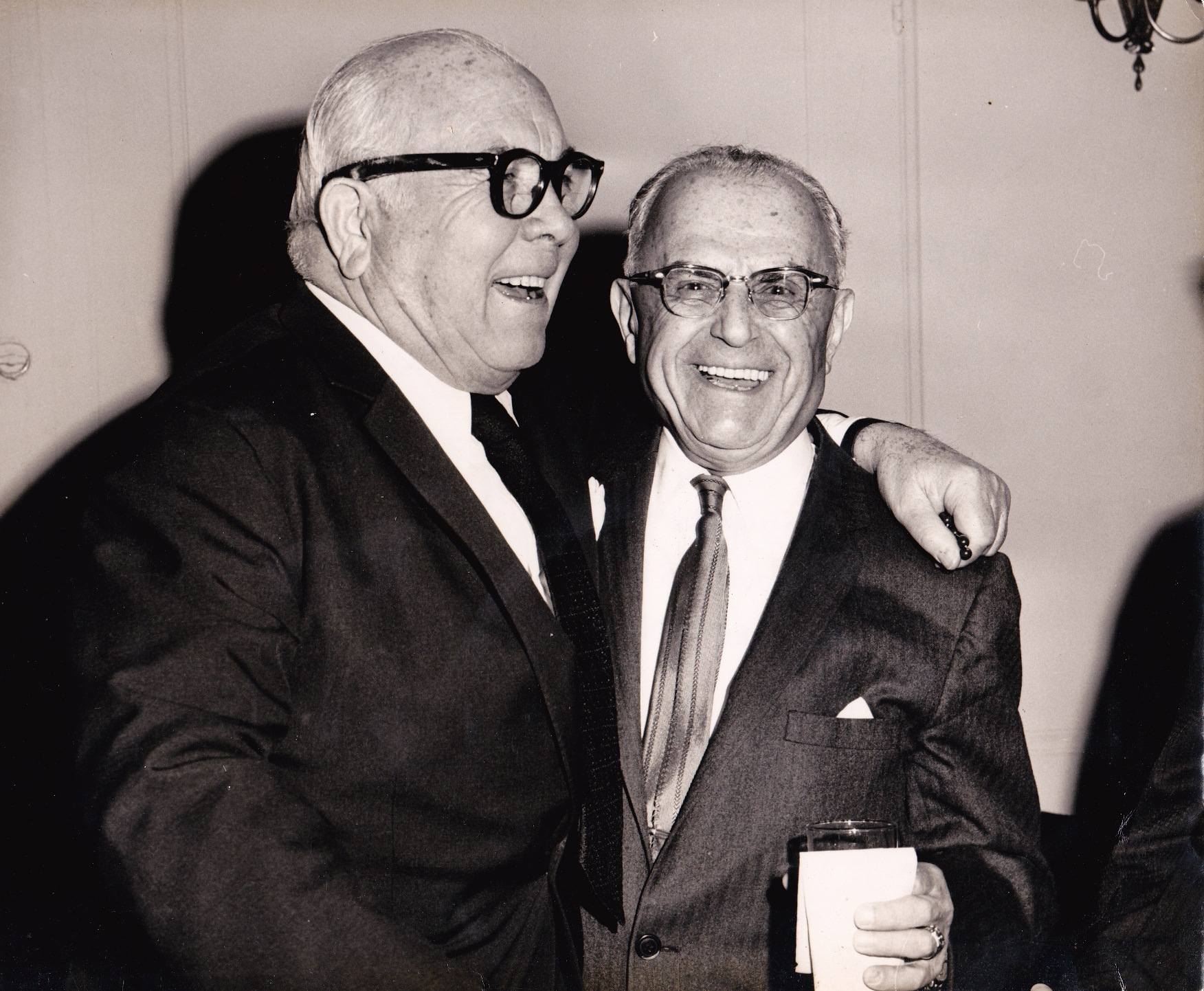
Спирос Скурас (слева) и (1960)

В 1959 году в студии приступили к съёмкам новой версии исторической кинодрамы «Клеопатра», протагониста в котором должна была сыграть Джоан Коллинз. Продюсер Вальтер Вагнер, решив прибегнуть к рекламному трюку, предложил эту роль Элизабет Тейлор за 1 млн долларов, на что она согласилась. Расходы на фильм постепенно росли. Положение дополнительно усугублялось возникшим на съёмочной площадке романом между Ричардом Бёртоном и Тейлор, а также начавшимся по этому поводу информационным безумием в СМИ. Свою негативную роль, к тому же, сыграла неопытность Скураса в вопросах микроменеджмента в кинопроизводственном процессе, и даже его харизма не помогла ускорить темпы создания фильма.
В 1960 году скончался сменивший Занука Бадди Адлер. Скурас приглашал нескольких человек на должность главы производства, но ни один из них не приносил того успеха, что студия знала при Зануке.
В 1961 году, когда бюджет «Клеопатры» превысил отметку в 10 млн долларов и остановился на примерно 40 млн, студия продала площадку, где проходили натурные съёмки (сегодня территория Сенчери-Сити), компании «Alcoa» с целью собрать финансовые средства.
В апреле 1962 года, между тем, в попытке быстрого получения прибыли с целью удержать «20th Century Fox» на плаву, были срочно начаты съёмки другого римейка — фильма «Моя любимая супруга» (1940). В ромкоме под названием «Что-то должно случиться» главные роли исполняли прибыльная звезда 1950-х годов Мэрилин Монро и Дин Мартин, а режиссёром выступал Джордж Кьюкор.
Своими ежедневными опозданиями Монро приводила к затягиванию производственного процесса. После нескольких недель еженощной переработки сценария для её образа, недовольство которой из-за этого всё более усиливалось, так как каждый день приходилось заучивать тексты новых сцен, а также ввиду весьма незначительного продвижения процесса в целом, что главным образом было обусловлено медленной и бесконечной режиссёрской работой Кьюкора в дополнение к серьёзному хроническому синуситу Монро, последнюю решили заменить на Ли Ремик. Однако Дин Мартин отказался участвовать в съёмках с любой другой актрисой, что в итоге уже через несколько недель вынудило Скураса пойти на жертвы и заключить с Монро новый контракт, а также по её просьбе заменить Джорджа Кьюкора на Жана Негулеско.
Запланированное на октябрь продолжение работы над фильмом было окончательно сорвано после того, как 5 августа Монро обнаружили мёртвой в собственном доме в Лос-Анджелесе. Теперь режиссёром назначили Майкла Гордона и картина была переснята с Дорис Дэй и Джеймсом Гарнером. Её успешный релиз состоялся 25 декабря 1963 года под названием «Я вернулась, дорогой».

#### Уход с поста президента
В 1962 году перерасход финансовых средств на «Клеопатру» привёл к кардинальному недовольству со стороны акционеров «20th Century Fox», требовавших перемен в управлении корпорацией.
Убытки до 35 млн долларов, понесённые студией в 1960 и 1961 годах, а также расходы на «Клеопатру» в 44 млн долларов, во много раз превысившие прогнозировавшуюся сумму (2 млн долларов), привели к тому, что и без того имевшее место возмущение совладельцев корпорации достигло своего апогея. Кроме того, они были недовольны попыткой Скураса придерживаться политики непрерывного потока масштабных фильмов, от которой большинство студий в послевоенные годы отказались в пользу сбыта продукции независимыми кинопроизводителями.
В ходе своего восьмичасового выступления на очередном собрании членов Совета директоров, Занук, к тому времени вернувшийся к управлению студией, принялся убеждать своих коллег в неумелом руководстве компанией со стороны Скураса, а также в том, что он является единственным возможным преемником должности главы корпорации. В конечном итоге, после нескольких месяцев закулисных разногласий и разговоров в гневных тонах, Скурас оставил пост президента, став председателем Совета директоров, а в его кресло Дэррил Занук посадил своего сына Ричарда Занука.
И хотя киномагнат завершил управление «20th Century Fox» при не в полной мере выясненных обстоятельствах, тем не менее, многие утверждают, что именно растрачивание финансов на «Клеопатру», пошатнувшее положение компании, вынудило его отказаться от президентской должности.

## Военно-воздушные силы США
Когда в декабре 1941 года Америка вступила во Вторую мировую войну, Скурас поступил в Военно-воздушные силы Армии США. Получив наземную подготовку в Техасском университете в Остине, он вошёл в список 35 % лучших выпускников. Ко времени завершения его лётной подготовки в штате Джорджия, война уже окончилась.

## Судоходная промышленность
Параллельно с работой в кинобизнесе Скурас инвестировал в судоходную промышленность, к которой имели интерес многие греческие иммигранты.
К 1960-м годам его компании «Prudential Lines» принадлежало семь судов, два танкера и пять грузовых судов.
В 1969 году «Prudential Lines» выкупила компанию «Grace Lines».

## Участие в жизни Греции

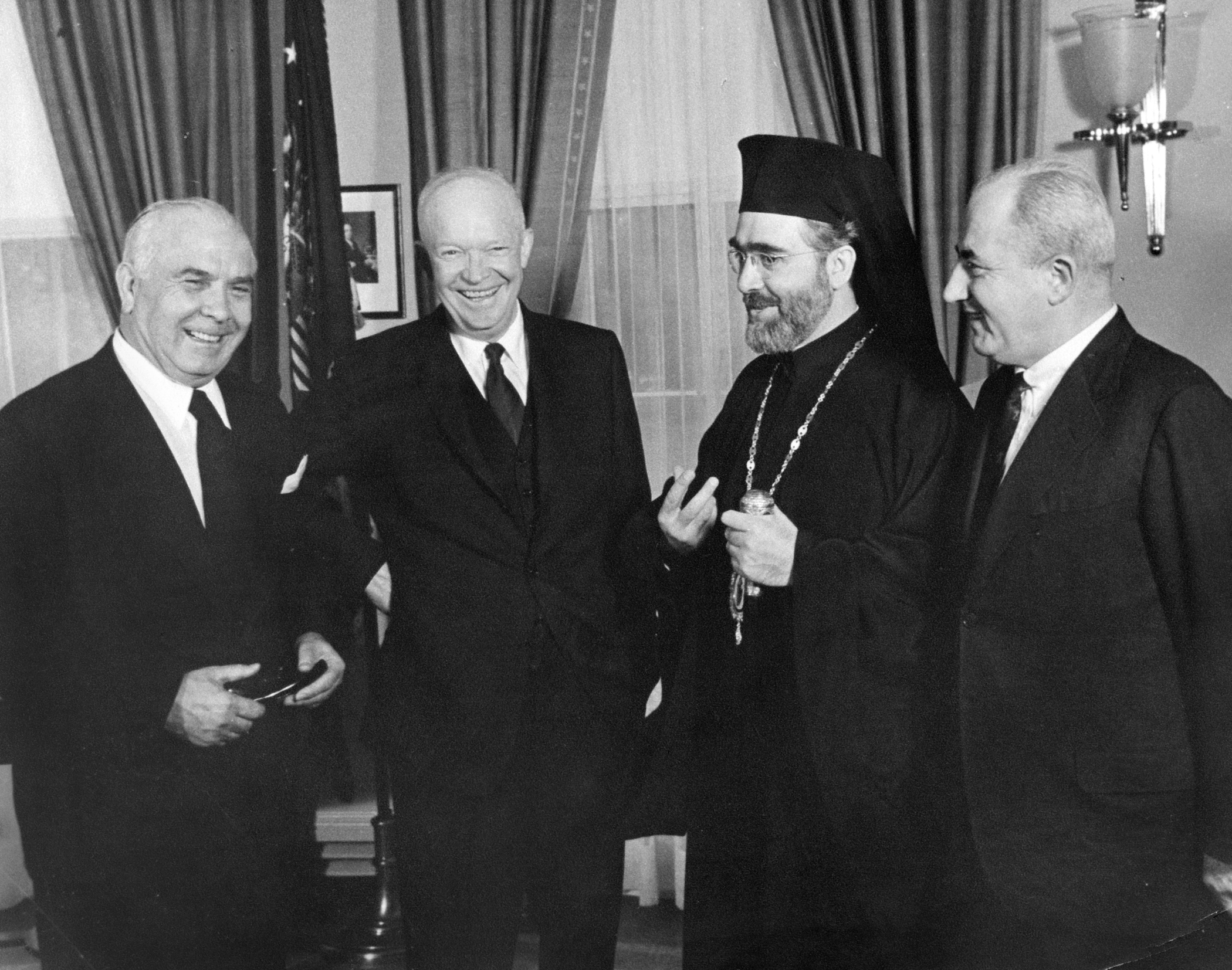
Спирос Скурас (крайний слева) с президентом США Дуайтом Д. Эйзенхауэром, архиепископом Американским Иаковом и (?) Томом Паппасом

### Помощь Греции во Второй мировой войне
Будучи одним из главных греческих лоббистов США, в годы Второй мировой войны Скурас принимал активное участие в предоставлении помощи Греции, оказавшейся в тройной германо-итало-болгарской оккупации, что позволило спасти жизни миллионов греков от голода и болезней.
В октябре—ноябре 1940 года, в десятидневный срок после нападения фашистской Италии на Грецию, группа известных американских греков (в том числе Уильям Хелис) учредила в США благотворительную организацию Общество помощи грекам в войне с целью облегчить сложившееся на тот момент и продолжавшее существовать в последующие годы тяжёлое положение в оккупированной Греции. Основными инициаторами создания общества были Архиепископ Американский Афинагор и Спирос Скурас, который до 1946 года оставался его президентом, а ему на смену пришёл Уильям Хелис.
Спустя неделю после своего появления «Общество помощи грекам в войне» пришло к соглашению с Американо-греческим прогрессивным просветительским союзом (AHEPA) о том, что его губернаторы округов разошлют срочные телеграммы во все свои отделения с призывом к сбору «средств для оказания чрезвычайной помощи греческой Родине — жертве неспровоцированной агрессии».
Используя самые последние технические приёмы распространения информации, а также привлекая видных американских граждан и голливудских знаменитостей, «Общество помощи грекам в войне» смогло передать мощное послание о срочной необходимости спасения населения Греции от физического уничтожения.
Скурас находился в самой гуще событий. Он неустанно совершал поездки по стране для координации 1 700 отделений организации, консультировался с правительственными ведомствами и, что имело решающее значение, посещал Европу с целью добиться снятия морской блокады Греции со стороны Великобритании.
В богатом архиве Скураса, хранящемся в Стэнфордском университете, имеется подробная автобиографическая запись, датированная 1953 годом, в которой он, в частности, пишет:
Тогда я поставил перед собой в качестве самой важной цели в моей жизни устранение блокады, чтобы продовольствие и медицинская помощь достигли Греции. Вопреки тому, что данное усилие приписывают исключительно мне, на самом деле это не так. Мне помогали некоторые члены Общества, среди которых были: архиепископ Афинагор (который в настоящее время является Патриархом греческой православной церкви в Турции), Стивен К. Стефано, Э. Т. Хардалупас, Томас Э. Паппас, Эндрю Эмбирикос, Гарольд Г. Вандербильт и Уинтроп Олдрич, и я также получил значительные благотворительные средства от таких людей как г-н Джордж Аллен, нынешний посол в Индии, а тогда начальник управления по делам Ближнего Востока при министерстве иностранных дел, Норман Дэвис, позже председатель Американского Красного Креста, и глава управления по делам Греции в министерстве иностранных дел Фой Колер.
Я подумал, что для того, чтобы встретиться с Норманом Дэвисом, мне понадобится помощь, и попросил Гарри Уорнера и Сэма Голдвина телеграфировать ему с просьбой о встрече со мной. Но, как мне сказал Дэвис, «тебе бы никто не понадобился в качестве посредника в твоих интересах. Твоё собственное и имена твоих братьев записаны золотыми буквами здесь, в Америке. Вы были первыми, кто начал филантропические сборы пожертвований в кинотеатрах для поддержки Красного Креста, когда ещё жили в Сент-Луисе, и поэтому я предоставлю тебе всё, что ты попросишь».
Я многократно встречался с Самнером Уэллесом и Норманом Дэвисом. Затем мы посетили президента Рузвельта, к которому решительно ходатайствовали, а он, в свою очередь, связался с Уинстоном Черчиллем.
Президент сказал, что установленная союзниками блокада будет снята до тех пор, пока мы будем фрахтовать суда для отправки помощи.
Однако непростая попытка нанять транспортное средство для перевозки груза в итоге не увенчалась успехом. Следуя совету Джорджа Скураса, они через Нормана Дэвиса добились контакта с правительством Швеции, отправив телеграмму принцу Карлу, который был президентом местного национального общества Красного Креста, с вопросом об аренде нескольких шведских судов.
На следующее утро пришла новость о том, что Швеция может выделить от 8 до 14 кораблей, для чего требуется заключить договор со шведскими судовладельцами. Принц Карл взял на себя переговоры с правительством Германии и с этой целью отправился в Берлин. Немцы поставили условие по которому существование «Общества помощи грекам в войне» в связи с этой гуманитарной инициативой не должно быть предано гласности, в свою же очередь заверили противоположную сторону в том, что не задержат груз в Греции и передадут его нуждающимся. Кроме того, Скурасы также настаивали на том, чтобы распределение гуманитарной помощи не проходило под надзором Международного комитета Красного Креста, так как подозревали, что эта организация могла находиться под контролем нацистов, оккупировавших большую часть Европы.
Стоимость задуманной двухлетней операции оценивалась в примерно 24 млн долларов. Огромной помехой стал отказ шведской стороны принять подпись изгнанного греческого правительства без гарантийной выплаты самого общества. На заседании исполнительного комитета Скурас проинформировал присутствующих об уже предоставленной им гарантии в необходимую сумму, так как из Греции продолжали приходить сообщения о новых ужасающих массовых смертях от голода, а также потому, что из министерства иностранных дел его осведомили о том, что, если гарантия не будет подписана в тот же день, то шведские судовладельцы грозились сдать в аренду свои суда для других целей. За этим последовала недовольная реакция членов организации, о чём в своих записях Скурас написал:
Когда я объявил о своей инициативе на заседании, возникло сильное волнение, особенно со стороны американских греков, которые хотели повесить меня, потому что считали невозможным сбор такой суммы. Они хотели вызвать психиатра для моего обследования, но я сказал им, что хотя и не верю в чудеса, но был уверен, что такое могло случиться.
Спустя два дня Скурас обедал в гостинице «Mayflower» в Вашингтоне с Дрю Пирсоном, одним из самых известных журналистов того периода. В это же время за соседним столиком сидели Эдвард Стеттиниус, который в то время был администратором программы ленд-лиза, Самнер Уэллес и другие. Скурас, которого Стеттиниус был рад встретить, ухватился за эту возможность и изложил ему свою проблему, попросив о финансовой помощи, которую в итоге получил. Между тем, он также попросил членов «Общества помощи грекам в войне» в Англии связаться с Парламентом этой страны, чтобы через него информация о потребности Греции в гуманитарной помощи была доведена до сведения британской общественности. Кроме того, Скурас встретился с премьер-министром Канады Макензи Кингом, который безвозмездно передал ему 300 000 тонн пшеницы.
По меньшей мере один из трёх греков был спасён от голода и эпидемических заболеваний. В продолжение более трёх лет, благодаря настойчивости и авторитету Скураса, США предоставили Греции более 600 000 тонн продовольствия и изделий медицинского назначения. В общей сложности эта цифра (включая одежду) достигла более 1 млн тонн, а денежная стоимость всего проекта составила более 200 млн долларов — достижение, которого никто не ожидал. Ограничение административных расходов до 5 %, в том числе, сделало эту кампанию по оказанию внешней помощи самой успешной за всю историю Второй мировой войны.

### Гражданская война в Греции
Начавшаяся в 1946 году гражданская война в Греции, которая в США считалась партизанской войной против законно избранного правительства, разделила находившихся в Афинах американских представителей на два лагеря: с одной стороны были приверженцы национального примирения, которого добивался посол Генри Грейди, а с другой — сторонники идеи полного уничтожения партизан, которой придерживался глава военной миссии, генерал Джеймс Ван Флит.
В начале 1948 года Ван Флин, находившийся в Греции с целью проведения в жизнь «Доктрины Трумэна», сопровождал по полям боевых действий прибывшего в страну Спироса Скураса. По возвращении в США киномагнат встретился с президентом Гарри Трумэном и, будучи противником коммунизма, сообщил ему о том, что абсолютно сошёлся во мнениях с генералом в том, что конфликт требует военного решения.

### Лоббистская деятельность в послевоенный период
Решающее и даже судьбоносное значение имел вклад Скураса и в восстановление Греции в период после окончания Второй мировой войны.
В мае 1945 года бизнесмен отправился с визитом на свою родину. Эта поездка по стране была запечатлена съёмочной группой, которую он привёз с собой, и освещалась в американской прессе. Полученные таким образом материалы сыграли весомую роль в оказании давления на правительство США с той целью, чтобы оно продолжило помогать Греции и в послевоенный период. «Доктрина Трумэна» и «План Маршалла» явились самыми значительными достижениями Скураса, как ликвидировавшими экономическую и прочую отсталость страны, так и предотвратившими её переход в сферу влияния СССР. По прошествии времени Трумэн напомнит ему об оказанной Соединёнными Штатами помощи Греции.
В 1948 году по настойчивой рекомендации Скураса правительство США поддержало избрание в качестве Константинопольского Патриарха архиепископа Афинагора. Он сопровождал последнего во время его полёта в Стамбул на борту личного самолёта президента США Гарри Трумэна.
Скурас пытался привлечь иностранные капиталы в понёсшую большие потери Грецию. Среди разработанных им бизнес-планов было создание поселений путём возведения сборных домов, строительство телевизионной станции, нефтеперерабатывающего завода и предприятия по консервированию сельскохозяйственной продукции. Появление промышленного комплекса «ESSO PAPPAS» (вероятно, крупнейшей промышленной инвестиции в Греции на сумму в 100 млн долларов) стало результатом многолетних усилий Скураса и его близкого друга Тома Э. Паппаса (Фомаса Пападопулоса), который, в итоге, продолжил этот бизнес самостоятельно.
Велика роль Скураса в стимулировании и продвижении туризма в Греции. В значительной степени на это повлияла кинокартина 1957 года «Мальчик на дельфине» студии «20th Century Fox». Будучи первым голливудским фильмом, снятым в Греции, картина, в сущности, явилась и первой глобальной рекламной кампанией страны. Съёмки проходили на острове Идра в заливе Сароникос, афинском Акрополе, в городе Эпидавр на Пелопоннесе и в Метеорах (Фессалия), а главные роли исполнили Алан Лэдд, Клифтон Уэбб и София Лорен, а также, по просьбе королевы Фредерики, греческий актёр Алексис Минотис. «300 спартанцев» и «Это случилось в Афинах» (1962) — две другие инициированные Скурасом кинокартины, производство которых проходило в Греции. По поводу второй бизнесмен объявил, что она станет одним из трёх фильмов, которые студией «20th Century Fox» будут сняты в Греции, наряду с «Царь должен умереть» и «Фермопилы» (в итоге вышедшем под названием «300 спартанцев»).

### Участие в разрешении Кипрского вопроса
В 1956 году Скурас устроил встречу премьер-министра Греции Константиноса Караманлиса и президента США Дуайта Д. Эйзенхауэра, а также позднее просил Белый дом оказать давление на Великобританию с тем, чтобы та приняла Архиепископа Макариоса III. Летом этого же года он взял на себя инициативу в разрешении вопроса по Кипру, предложив премьер-министру Великобритании Энтони Идену, непреклонному противнику права на самоопределение греков-киприотов, дать острову статус государства в составе Британского Содружества наций (сегодня Содружество Наций), чтобы обуздать турецкие устремления и сформировать перспективу его дальшейшего энозиса (объединения) с Грецией. И хотя Скурас знал, что, в том числе, хотя и не главным образом, по причине малых размеров Кипра его инициатива практически обречена на провал, он считал, что этот момент не должен быть решающим. Он также указывал на то, что в случае вступления Кипра в Содружество Турция на смогла бы возражать по причине отсутствия достаточных оснований, и был уверен в том, что как правительство Греции, так и греки-киприоты согласились бы с таким решением (в последнем его заверил Караманлис). Однако, как заявляли Скурасу, Кипру не мог быть присвоен статус в Содружестве потому, что в этом случае он бы имел право выйти из него, а также по той причине, что это было бы равносильно окончательному энозису.

## Спирос Скурас и Мэрилин Монро
В 1946 году Скурас принял на работу в «20th Century Fox» молодую модель по имени Норма Джин Бейкер, которая, сменив имя на Мэрилин Монро, приобрела славу самого знаменитого голливудского секс-символа XX века. У киномагната установились особые взаимоотношения с Монро, которая часто называла его «Папочка Скурас» (англ. Papa Skouras), найдя в его лице образ отца.

## Последние годы жизни
Покинув в 1969 году мир кино, посвятил большую часть своего времени морским проектам, которые в дальнейшем возглавил его сын Спирос Скурас-младший.
Умер 16 августа 1971 года от сердечного приступа в деревне Мамаронек (Нью-Йорк) на 78 году жизни. Похоронен в соборе Святой Софии в Лос-Анджелесе, построенном им и его братьями в 1952 году в качестве исполнения обета, данного в начале большой поездки в Америку. Похоронен на кладбище «Врата Небес».

## Семья
С 1920 года был женат на Саруле (Саре) Брулья, в браке с которой имел пятерых детей: сыновья Спирос Солон Скурас-младший (1923—2013), Платон Александр Скурас (1930—2004), дочери Диана Афанасия Фаулер (Скурас) (1925—1982), Дионисия Коллин-Скурас (1927—1950) и Дафни Долорес Мерседес Скурас. Имел 14 внуков.
- Сын Платон А. Скурас (1930—2004) — продюсер. Окончил Йельский университет, где специализировался на драме. Работал в принадлежавших семье Скурасов кинотеатрах в Нью-Йоркской агломерации, позже занялся инвестированием кино. Вместе со своими братьями создал независимую кинокомпанию «Perseus Productions». Выпустил несколько фильмов (в том числе документальных), включая вестерны «Воин племени апачей[англ.]» (1957), «Барон Сьерра[англ.]», «Вилья!![англ.]» (1958), драму «Под огнём[англ.]» (1957), «Франциск Ассизский[англ.]» (1961). Уйдя на пенсию, жил с супругой Барбарой в её родном городе Бринкли (Арканзас), где в 1974 году открыл ресторан[7][38].
- Внук Чарльз П. Скурас III — кино- и телепродюсер, исполнительный продюсер. Известен по работе над такими кинокартинами и телесериалами как «Любовные письма» (1983), «Границы города» (1985) (также актёр), «Девушки из исправительной колонии» (1986), «Бездна» (1989), «Освободите Вилли» (1993), «Открытый чек», «Услуга» (1994), «Байки из склепа» (1989—1996), «То, что ты делаешь» (1996), «Матрица: Угроза[англ.]» (2003—2004), «Отчаянные домохозяйки» (2004—2012) и др[39][40].
- Правнучка Мариэль Скурас — продюсер и сценарист[41].
- Афанасиос Скурас (родственник) — адвокат, член-основатель и президент руководящей комиссии подпольной организации «Всегреческий союз сражающейся молодёжи» (греч. Πανελλήνιος Ένωσις Αγωνιζομένων Νέων) в составе Движения Сопротивления в годы Второй мировой войны.